# Алоис II
Алоис II Лихтенштейнский (нем. Alois II. Josef Maria Johannes Baptista von und zu Liechtenstein; 26 мая 1796, Вена — 12 ноября 1858, замок Леднице, Леднице) — 11-й князь Лихтенштейна.

## Биография
Сын Иоганна I и Марии Йозефы Софьи, племянник Алоиса I и отец Иоганна II и Франца I.

## Семья и дети
8 августа 1831 года Алоис женился в Вене на графине Франциске Кински фон Вхиниц унд Теттау. У них было 11 детей — 9 дочерей и 2 сына:
- Мария (1834 — 1909), в 1860 году вышла замуж в Вене за графа Фердинанда фон Трауттмансдорффа-Вейнсберга (1825-1896), 6 детей.
- Каролина (1836 — 1885), в 1855 году вышла замуж в Вене за князя Александра фон Шёнбург-Гартенштайна, 6 детей.
- София (1837 — 1899), в 1863 году вышла замуж в Вене за князя Карла Лёвенштайн-Вертгейм-Розенбергского, 1067-го кавалера ордена Золотого руна, 8 детей
- Алоизия[укр.] (1838 — 1920), 22 мая 1864 года вышла замуж в Вене за графа Генриха фон Фюнфкирхена, детей у них не было.
- Ида[укр.] (1839 — 1921), в 1857 году вышла замуж в Вене за князя Адольфа Йозефа Шварценберга, 1092 кавалера ордена Золотого руна, 9 детей.
- Иоганн II (1840-1929), князь Лихтенштейна, женат не был, детей не имел.
- Франциска  (1841 — 1858), замужем не была, детей не имела
- Генриетта (1843 — 1931), в 1865 году вышла замуж в Вене за своего кузена Альфреда, 10 детей, их потомки унаследовали Лихтенштейн.
- Анна (1846 — 1924), в 1864 года вышла замуж в Вене за князя Йиржи Кристиана Лобковица, 1145-го кавалера ордена Золотого руна, 12 детей.
- Тереза (1850 — 1938), в 1882 году вышла замуж в Вене за Арнульфа Баварского (сына Луитпольда Баварского), 1035-го кавалера Ордена Золотого руна, имели единственного сына, погибшего в Первой мировой.
- Франц I (1853-1938), князь Лихтенштейна, был женат на Эльзе фон Гутманн, детей не имел

## Правление
После смерти своего отца Иоганна I, 20 апреля 1836 года Алоиз стал 11-м князем Лихтенштейна. В 1837 году Алоис II отправился в Соединенное Королевство с дипломатической миссией и присутствовал на коронация королевы Виктории. Князь Алоис ІІ стал первым правящим князем, посетившим свою страну. В эпоху его правления Лихтенштейн как независимое государство входил в состав Германского союза. При том, что там руководили всей политикой две ведущие державы союза Австрийская империя и Прусское королевство. Маленьким державам приходилось лавировать между этими государствами. Алоис во время своего правления делал большую ставку на Вену.
В 1836–1847 годах князь Алоис II инициировал реконструкцию фамильного городского дворца (Городской дворец Лихтенштейнов) в Вене в духе рококо. При перестройке впервые применили технические достижения, «революционные» для Вены: вращающиеся двери, лифты, сдвижные стены, «внутреннюю почту», воздушное отопление. В годы правления внёс большой вклад в политическое и экономическое развитие Лихтенштейна.